# Synchisis scintillans
Die Synchisis scintillans – auch als Spintheropie, „Funkensehen“ bzw. in der Spaltlampenuntersuchung als „Danziger Goldwasser“ bezeichnet – ist eine Augenerkrankung, die bei Einlagerungen von Cholesterinkristallen im Glaskörper des menschlichen Auges auftritt.
Die Aminosäuren Leucin und Tyrosin sowie Calciumphosphat (Kalziumphosphat) können ebenfalls Kristalle im Glaskörper bilden und zu dieser seltenen, meist einseitig auftretenden Erkrankung führen, die mit einer asteroiden Hyalose verwechselt werden kann. Das Beschwerdebild entsteht manchmal nach Glaskörperblutungen oder -entzündungen, oft kann jedoch keine Ursache ermittelt werden.